# Route 19 (Bolivie)
Pour les articles homonymes, voir Route 19.
La route 19 (en espagnol: Ruta 19) est une route nationale de l'État de Bolivie située entièrement dans le département de La Paz. 
La route est ajoutée au réseau routier national (Red Vial Fundamental) par la loi 2198 du 15 mai 2001.

## Itinéraire
La route s'étend sur 211 kilomètres et traverse la partie ouest du département de La Paz dans une orientation nord-est–sud-ouest. La route débute à El Alto, ville voisine de La Paz, juste au sud de l'aéroport international El Alto, à la jonction de la route 1. Elle traverse ensuite la région peu peuplée de l'Altiplano dans une direction sud-ouest et se termine à la frontière chilienne à l'ouest à Charaña.
Les 60 premiers kilomètres de la route nationale sont asphaltés, les 150 kilomètres restants sont constitués de chemins de gravier et de terre.

## Villes traversées

### Département de La Paz
- km 0: El Alto
- km 22: Viacha
- km 87: Caquiaviri
- km 135: Achiri
- km 162: Berenguela
- km 211: Charaña